# 吉田初三郎
吉田 初三郎（よしだ はつさぶろう、1884年（明治17年）3月4日 - 1955年（昭和30年）8月16日）は、大正から昭和にかけて活躍した鳥瞰図絵師。元の姓は泉。生涯に約1600点とも3000点以上ともいわれる鳥瞰図を制作し、「大正の広重」と呼ばれた。

## 来歴・人物
京都市生まれ。元の姓は泉で、1歳の時に父親が亡くなったため母方の姓を名乗る。10歳で友禅図案師に丁稚奉公する。25歳のとき鹿子木孟郎に師事して洋画を学ぶが、鹿子木のすすめで商業美術に転向する。
1914年（大正2年）に描いた最初の鳥瞰図『京阪電車御案内』が、修学旅行で京阪電車に乗られた皇太子時代の昭和天皇から「きれいでわかりやすい」との賞賛を受ける。
大正から昭和初期にかけて日本の観光ブームによって初三郎の鳥瞰図の人気は高まり、大正名所図絵社（のち観光社と改称）を設立する。その顧客は国内の交通行政を所轄し、観光事業にも強い影響力を持っていた鉄道省を筆頭に、鉄道会社やバス会社、船会社といった各地の交通事業者、旅館やホテル、地方自治体、それに新聞社などであった。鉄道開業50周年を記念して『鉄道旅行案内』の刊行を決定した鉄道省は1921年（大正10年）に初三郎にその挿絵として全国各地の鳥瞰図の執筆を依頼。その後も鉄道省傘下の国際観光局の国外向け「Beautiful Japan」キャンペーンポスター（1930年作成。鳥瞰図ではないが、その画題から「フジヤマ」「サクラ」「ゲイシャガール」という欧米におけるその後の日本のパブリックイメージ形成に重要な役割を果たした）など、その関係は長く続いた。
この時代、日本統治時代の台湾や満州を含む各地から鳥瞰図制作の依頼が殺到し、初三郎は愛知県犬山市や青森県八戸市（種差海岸）など、拠点を移しながら、多くの弟子とともに制作に当たっている。種差は1932年に訪れて気に入り、家族や弟子を伴って移り住み、アトリエ兼別邸「潮観荘」を構えた。珍しい作品としては、幻に終わった東京万博の会場図を描いている。
高松宮宣仁親王など皇族や松井石根など軍人との交友も広く、驚異的なペースで依頼を受け、鳥瞰図を制作し続けた。しかし、日本が日中戦争から第二次世界大戦（太平洋戦争）へと進む非常時下、初三郎式鳥瞰図は港湾等の軍事機密が見て取れ、防諜上好ましくないという軍部の判断下、不遇の時代を送る。戦後は、広島市への原子爆弾投下による被害の鳥瞰図も作成している。
死後は忘れられていたが、1999年に大阪府の堺市博物館で大規模な回顧展が開かれたのを契機として各地の博物館で展覧会が開かれ、再評価されるようになった。発行当時は実用品だったが、現在では芸術作品や史料として蒐集・保存の対象となっており、八戸クリニック街かどミュージアムは約2000点、京都府立京都学・歴彩館は約270点を所蔵している。

## 作風と制作手法
現在の鳥瞰図の手法は平行透視図法が主流であるが、初三郎は「初三郎式絵図」と呼ばれる独自の作風を確立していた。その特徴は、大胆なデフォルメや遊び心にある。例として、名古屋汎太平洋平和博覧会（1937年）に向けて前年に発行した『名古屋市鳥瞰圖』は中心に市街を詳しく描き、右奥には伊勢神宮や富士山、東京が、左奥には日本統治時代の朝鮮から満州国、ソビエト連邦領土ウラジオストク（浦塩）までが一枚に配されている。
初三郎と同時代には彼の作品を模した鳥瞰図作家が多数いたが、初三郎作品には模倣作との決定的な違いがあった。それは彼が鳥瞰図制作の際に該当地の風土や歴史を事前に調査し、さらに現地に入って踏査写生および取材を行っていたことである。全国各地で現在有名になっている観光名所や景勝地には、初三郎が踏査取材中に見い出し、作品中で発表した所も少なくない。
九州でいえば、菊池渓谷（1931年・作品発表時は菊池水源地、初三郎は「絵に添えて一筆」の中でこの渓谷美を観光地化することを提唱）、久住高原（1924年・朝日長者伝説にちなみ近隣の飯田高原を「長者が原」と命名）など枚挙にいとまがない。
また戦後の代表作『HIROSHIMA』では、原爆投下後まもない広島市へ入り、5ヶ月におよぶ取材で被爆者300余名からの証言を得て、「原爆八連図」とよばれる作品に仕上げた。原爆投下の瞬間を描いた作品は、被爆者の証言のリアルさが全面に出たものである。関東大震災の鳥瞰図と合わせて、初三郎と彼の鳥瞰図のジャーナリズム性がわかる。

## 作品

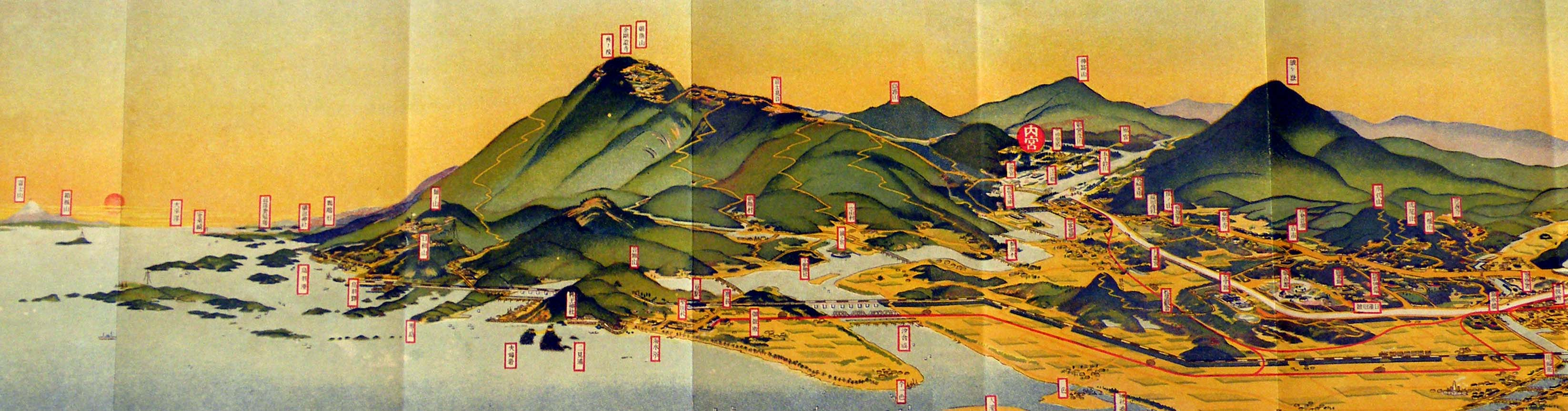
『伊勢名所図絵』（1919年、部分）

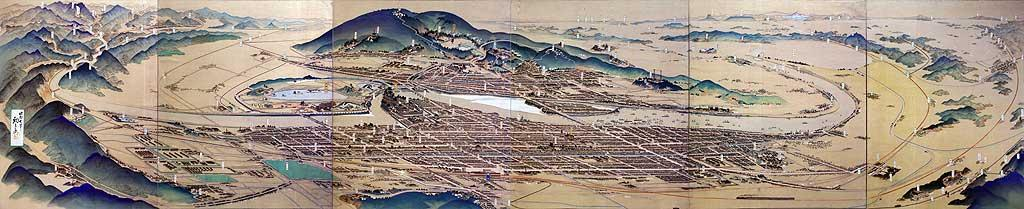
『岡山市街鳥瞰図』（1932年）